# 阿爾布津卡河

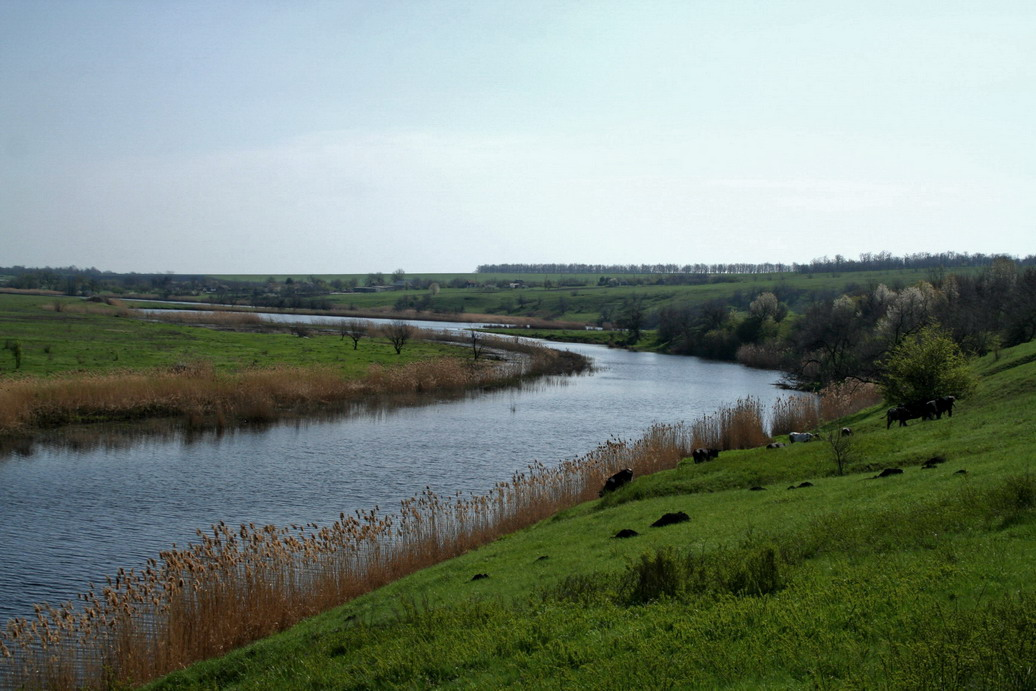

阿爾布津卡河（烏克蘭語：Арбузинка），是烏克蘭的河流，位於該國南部，流經尼古拉耶夫州，屬於梅爾特沃維德河的支流，發源自阿爾布津卡北部，河道全長51公里，流域面積384平方公里。